# Zbehňov
Zbehňov est un village de Slovaquie situé dans la région de Košice.

## Histoire
Première mention écrite du village en 1290.

## Démographie

### Évolution de la population
| Année:               | 1994. | 2004.   | 2014.    | 2024.   |
| -------------------- | ----- | ------- | -------- | ------- |
| Nombre de personnes: | 264   | 290     | 358      | 376     |
| Différence:          |       | +9,84 % | +23,44 % | +5,02 % |

| Année:               | 2023. | 2024.   |
| -------------------- | ----- | ------- |
| Nombre de personnes: | 378   | 376     |
| Différence:          |       | -0,52 % |